# Temis de Ramnunt
La Temis de Ramnunt és una estàtua trobada l'any 1890 al jaciment de Ramnunt, a la costa de l'Àtica, prop de Marató (Grècia). Es va identificar com la titànida Temis, datada del 300 abans de la nostra era, a partir d'una inscripció dedicatòria a la base. S'exhibeix al Museu Arqueològic Nacional d'Atenes.

## Descripció
Amb 2,22 m d'alçada, l'estàtua és tallada en marbre del Pentèlic. La figura dempeus duu un quitó amb mànigues atrapat per una zona sota el cosset, embolicat en un himàcion els extrems del qual li cauen sobre l'avantbraç esquerre, estés. El cap està tallat per separat, amb el cabell recollit cap amunt i esculpit esquemàticament. El pes el recolza a la cama esquerra, amb el genoll dret avançat i el taló alçat. Li manca l'avantbraç dret, que podria haver sostingut un bol d'ofrena; la mà esquerra segurament una balança. Una curiositat és el nus de tela que recolza damunt l'himàcion; aquest detall no té una relació clara amb la resta de la roba.
La figura reposa damunt una base quadrada baixa amb una motllura tant a la part superior com a la inferior. A la superfície frontal hi ha una inscripció dedicatòria de Megacles, fill de Megacles, que identifica l'escultor com Querèstrat, fill de Caredemos.

## Descobriment i interpretació
L'estàtua fou descoberta el 1890 durant les excavacions de la Societat Arqueològica d'Atenes, dirigides per Valerios Stais. Es va trobar, juntament amb altres estàtues i fragments, al pronaos del més petit dels dos temples que es troben junts al jaciment. El temple més gran s'associa a Nèmesis però hi ha incertesa quant al menut; generalment s'assigna a Temis, per la inscripció de la base, i per un parell de trons a l'entrada del temple, un dels quals portava una inscripció que el dedica a la titànida.
L'estàtua s'ha datat de l'any 300 ae per la dedicació i per motius estilístics. Una inscripció indica que un tal Caredemos fou sacerdot en Ramnunt entre els anys 315 o 314 ae; una altra inscripció de l'àgora d'Atenes esmenta un Querèstrat, fill de Caredemos, actiu al voltant dels 328-327 ae, que podria ser l'avi o l'escultor de Temis. S'ha suggerit una connexió estilística amb un tors (S 2370) trobat a Atenes i identificat com una personificació de Tique o Temis.